# خاجوراهو
خاجوراهو هي مدينة تقع في ولاية ماديا براديش الهندية، في منطقة شهاتربور. وتعتبر منطقة خاجوراهو إحدى أشهر المقاصد السياحية في الهند؛ إذ تحوي أكبر مجموعة من المعابد المنحوتة الهندوسية والجاينية والديبريكية، ذات المنحوتات الجنسي. أدرجت منظمة اليونسكو مجموعة آثار خاجوراهو كموقع تراث عالمي عام 1986 واعتبرت إحدى «عجائب الدنيا السبع» في الهند. كان اسمها قديماً «خورجافافاكا» وهي مشتقة من الكلمة السنسكريتية «خارجور» وتعني نخلة التمر.

## الجغرافيا
يبلغ ارتفاع المنطقة عن سطح البحر حوالي 283 متراً (928 قدماً).

## السكان
حسب إحصاء السكان الذي أجري في الهند عام 2011، كان عدد سكان خاجوراهو حوالي 24,481 نسمة، يشكّل الذكور حوالي 52% والإناث 48%. يبلغ معدل السكان الذين يستطيعون القراءة والكتابة حوالي 53% وهي نسبة أعلى من المعدل العام في البلاد. كما أن 19% من السكان هم دون 6 سنوات.

## النقل
المنطقة مخدومة بخدمات نقل بري وجوي. يبعد المطار حوالي
```
توجد خدمات طيران من مطار خاجوراهو إلى 
دلهي
 
وفاراناسي
. ويبعد المطار حوالي 3 كم جنوبي المدينة. افتتح هذا المطار عام 1978 لتسهيل السياحة إلى موقع التراث العالمي 
مجموعة آثار خاجوراهو
.
[
2
]
```

أما محطة سكة حديد خاجوراهو فتربط المدينة بدلهي بتسيير قطار يومي عبر ماهوبا وجانسي وجواليور. كما يوجد قطار يومي محلي لكانبور وقطار يسيّر ثلاث مرات أسبوعياً إلى فاراناسي.

## وصلات خارجية
- عن تاريخ خاجوراهو
- المزيد عن معابد خاجوراهو نسخة محفوظة 5 فبراير 2016 على موقع واي باك مشين.